# Ethnikos FC
O Ethnikos Omilos Filathlon Peiraios-Falirou ou simplesmente Ethnikos Pireu (em grego Εθνικός ΟΦΠΦ) é um clube de futebol da Grécia, situado na região de Pireu na capital Atenas. Suas cores são o azul e branco.

## História
O clube foi fundado em 1923 e começou a disputar os campeonatos regionais de Pireu. O clube venceu três vezes a competição: em 1927-28, em 1928-29, onde compartilhou o título com o Olympiakos e na temporada de 1938-39.
Participou da primeira edição oficial do Campeonato Grego em 1927-28, por ser o atual campeão de Pireu, ficando na segunda colocação, atrás do Aris Salônica, campeão da região de Salônica e à frente do Atromitos, campeão da região de Atenas.
O clube só voltou a disputar o campeonato na década de 30, ficando em 3º em 1933-34, atrás do Olympiakos e do Panathinaikos. Ainda nesta década o clube venceu a segunda edição da Copa da Grécia em 1932-33, ao derrotar o Aris Salônica por 2 a 1.
O clube não conseguiu apurar-se para a fase final do campeonato nacional porque durante muitos anos o Pireu teve o direito de ter apenas uma equipa na fase final e por isso o Olympiacos foi a equipa que progrediu em 1937, 1938, 1946, 1947, 1948 , 1950, 1952, 1953, 1954, 1955. Ethnikos jogou novamente nas fases finais em 1956, 1957, 1958 e 1959 porque o formato mudou e mais equipes do Pireu foram permitidas
Em 1955-56 o clube terminou em 2º lugar, atrás do Olympiakos. Depois disso, o Ethnikos permaneceu ininterrupto por 45 temporadas (incluindo a anterior) até 1989-90, onde ficou em último (18º). Naquela época, ele era considerado um dos maiores rivais do Olympiakos. O Ethnikos é a segunda equipa mais popular do Pireu e o Ethnikos tem uma rivalidade histórica com o Olympiacos no pólo aquático.
Desde então faz poucas participações na primeira divisão, caindo quase sempre no ano seguinte. Sua última temporada na elite foi em 1998-99, ficando em último novamente sem vencer um jogo.
Em 2010, o clube jogou em um grupo de playoff de promoção para a primeira divisão, mas falhou. Em seguida, o clube teve temporadas na quarta divisão e no campeonato regional (primeira vez jogando em uma liga não nacional).
Em 2021-22, o clube joga na terceira divisão com a esperança de ser promovido onde pertence, a primeira divisão

## Temporadas
Aparições na Primeira Divisão: 49
- (1928, 1931-1936, 1939-1940, 1956-1990, 1992, 1995-1996, 1998-1999)

Aparições na Segunda Divisão: 10
- (1991, 1993-1994, 1997, 2000, 2007-2011)

Aparições na Terceira Divisão: 11
- (2001-2003, 2005-2006, 2015-2019, 2022)

Aparições na Quarta Divisão: 4
- (2004, 2012, 2020-2021)

Aparições no Campeonato Regional do Pireu: 2
- (2013-2014)

## Títulos
- Copa da Grécia: 1932-33.